# Puente colgante Magapit
El Puente colgante Magapit es un puente colgante que abrió sus puertas en 1978 para conectar los lados este y oeste del río Cagayán, en la provincia de Cagayán. Se encuentra en Magapit, Lal-lo, Cagayan, Filipinas. También es conocido por ser el primer puente colgante en el sudeste de Asia, construido durante el régimen de Marcos. El puente también fue nombrado por los lugareños como la "Puerta de Oro de Cagayan". Este puente es uno de los únicos dos en la provincia que se extiende por la poderosa vía fluvial del río Cagayán.